# Prinzen & Van Glabbeek
Prinzen & Van Glabbeek was een weverij met een tijdlang ook een margarinefabriek gevestigd te Helmond.
In 1856 richtten Hendrica Raijmakers, de weduwe van Wijnandus Franciscus Prinzen, en haar zwager Goort van Glabbeek de firma op. Doel: handel in natuurboter en bontgeweven stoffen. De familie Van Glabbeek was al eeuwen lang actief in de textielfabricage in Helmond, de Prinzens sinds eind 18e eeuw. De familie Prinzen ontplooide daarnaast ook diverse handelsactiviteiten, waaronder een uitgebreide boterhandel. De textielactiviteiten van Prinzen & Van Glabbeek waren aanvankelijk gebaseerd op de thuisweverij, tot de firma in 1866 – als een van de eerste in de sector in Helmond – een machinale weverij oprichtte, aan de Ameidewal te Helmond. De samenwerking tussen beide families bleef decennia bestaan. Zo werd in 1869 de overleden vennoot Godefridus van Glabbeek opgevolgd door zoon Godefridus Wilhelmus.

## Margarine

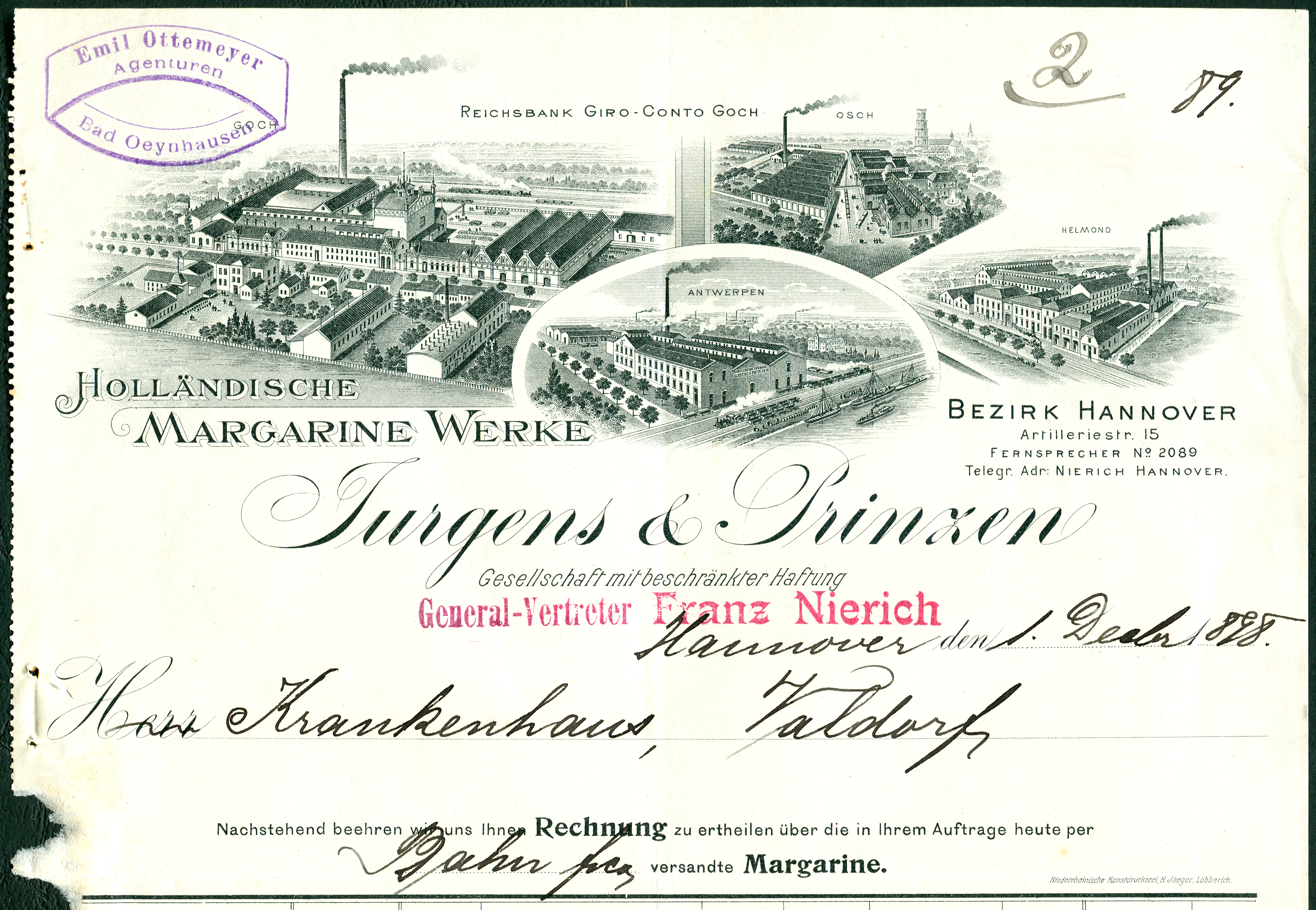
Briefhoofd Jurgens & Prinzen met overzichten van de diverse bedrijven, 1898

De boterhandel werd in 1876 uitgebreid met de productie van margarine; relaties met de boterhandelaar Anton Jurgens te Oss die deze fabricage in Nederland in 1872 introduceerde waren daarbij essentieel. Deels in samenwerking met de familie Jurgens breidden de margarine-activiteiten zich uit, in Helmond onder de firma Prinzen & Van Glabbeek terwijl de familie Prinzen via deelnames betrokken was bij vennootschappen in het nabije buitenland (Goch, 1888; Merxem, 1896). De weefactiviteiten groeiden eveneens in omvang. Het bedrijf – sinds circa 1875 olv de broers AAP en WJH Prinzen en H.J. van Glabbeek – telde in 1900 263 werklieden: 110 in de margarinefabriek, de overigen in de weverij. Aan de margarinefabricage kwam in 1905 een tamelijk abrupt einde door verkoop van de activiteiten en bedrijfsnaam aan Van den Bergh’s Limited te Rotterdam, waarheen de productie werd verplaatst. De gebouwen werden deels verkocht en hergebruikt. Uit milieuhygiënisch oogpunt was de verdwijning van dit bedrijfsonderdeel geen verlies: het afvalwater zorgde voor gisting en rotting.

## In andere handen
De weverij ging verder op dezelfde locatie en onder de bestaande naam, onder directie van A.H. van Glabbeek, maar op steeds bescheidener schaal: van 154 werklieden in 1908 tot 89 in 1915. In dat jaar ging het bedrijf over aan de familie Kerssemakers te Gestel (bij Eindhoven) die de onderneming als nv voortzette. En in de jaren twintig met redelijk succes, met een tweehonderd personeelsleden. Maar mede door de crisis in de jaren dertig ging deze nv in 1934 failliet. Daarna volgde overname door de Textielfabrieken J.A. Raymakers N.V. die het bedrijf voortzetten als NV Wollenstoffenfabriek Prinzen en Van Glabbeek, voor de binnenlandse markt. Net als de gehele Nederlandse textielindustrie kwam ook het moederbedrijf, Raymakers, in de jaren zestig in de problemen. In 1967 zette Raymakers de productie van Prinzen en Van Glabbeek – waar nog 132 personen werkzaam waren - stop. De gemeente Helmond kocht de fabrieksgebouwen in 1971 op om deze vervolgens te laten slopen.